# Pintura al fresc

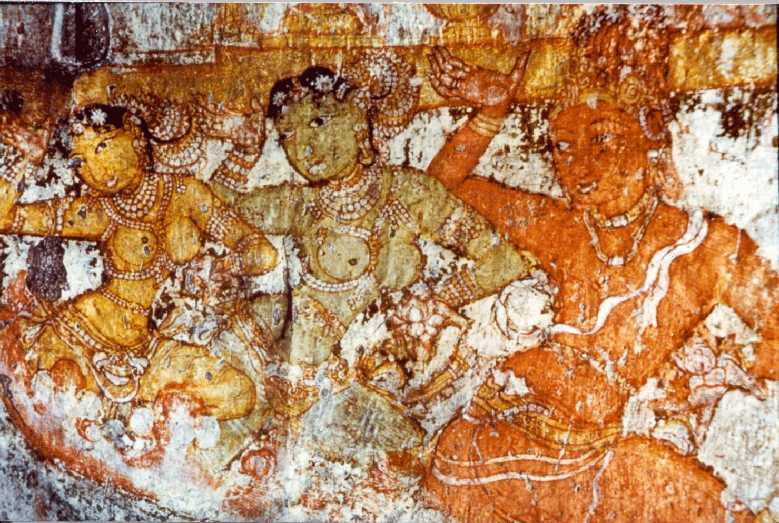
Fresc Chola del temple Brihadiswara, Thanjavur.

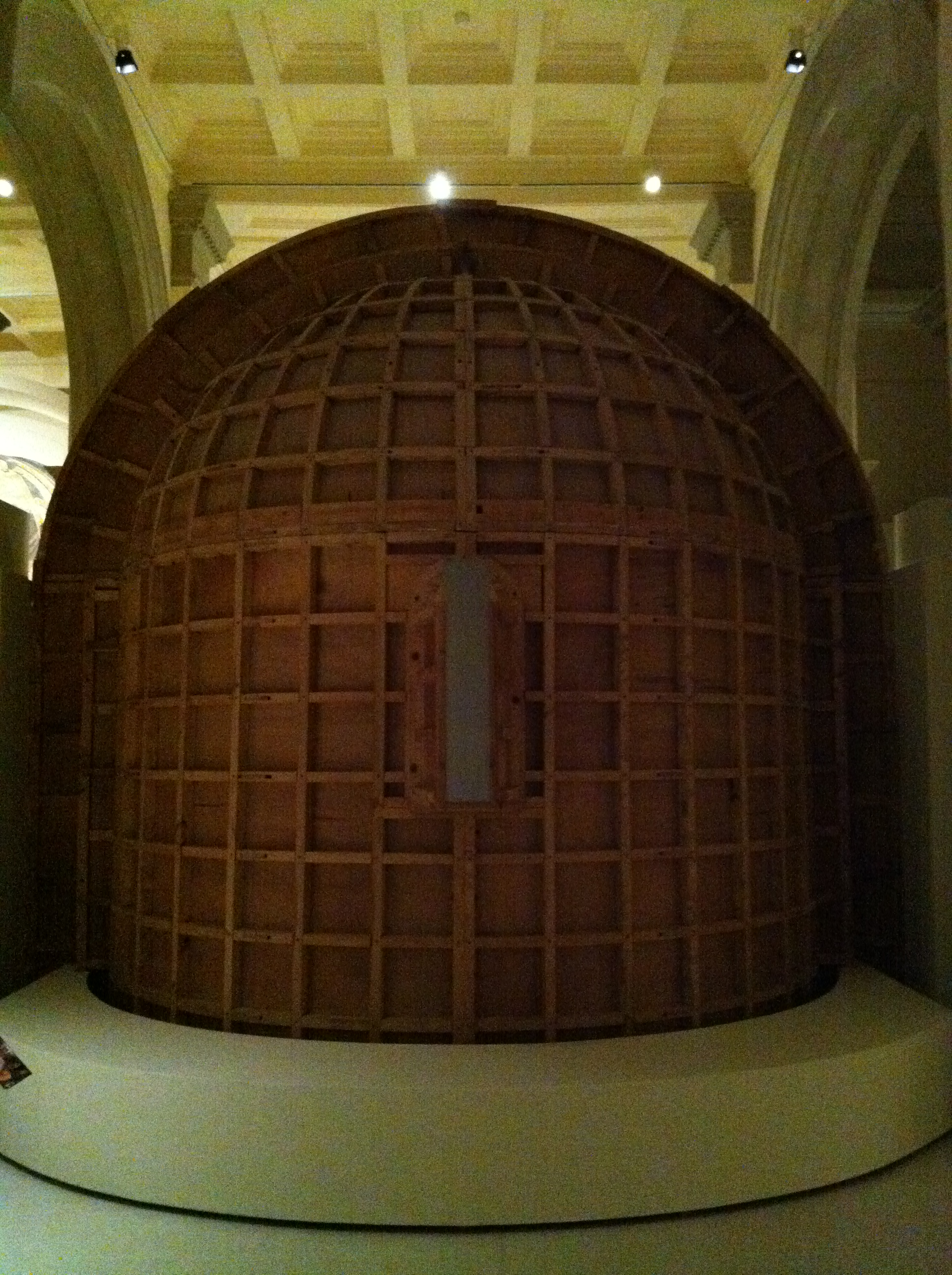
Suport de fusta emprat al Museu Nacional d'Art de Catalunya en la reconstrucció d'una pintura mural arrencada per la tècnica de l'strappo

Un fresc és una pintura realitzada sobre una superfície coberta amb dues capes de morter de calç, la primera (arricio) de major gruix, amb calç apagada, sorra de riu i aigua, i la segona (intonaco) més fina formada per pols de marbre, calç apagada i aigua, sobre la qual es van aplicant els pigments, quan aquesta darrera capa encara està humida, i per jornades (giornatas).

## Tècnica
En contacte amb el diòxid de carboni de l'ambient, la calç experimenta una reacció de carbonatació i els pigments queden integrats dins l'estructura del morter endurit. És per aquest motiu que la pintura al fresc és una de les tècniques pictòriques més resistents.
El procés de carbonatació és bastant ràpid, dura uns 40 minuts. Un cop endurit, el morter ja no engloba els pigments i aquests queden en superfície, sense fixar. Per això cal treballar amb eficàcia, preferiblement per zones menudes. Se sol banyar la paret durant tot el procés i es pot tapar amb un plàstic després d'una jornada de treball per mantenir-ne la humitat i retardar el procés de carbonatació.
En aquest tècnica artística destaquen les decoracions de la Capella Sixtina fetes per Michelangelo Buonarroti. El fresc s'executa en jornades de treball de 8 hores, ja que la calç en un període de vint-i-quatre hores comença el procés d'assecat i no admet més pigments. Per això alguns acabats es realitzaven en sec, amb tremp, és a dir, aglutinats amb cola. A aquesta tècnica se la coneix com a fresc sec.

### Fases
La realització d'un fresc es desenvolupa en tres fases: arriccio (suport), intonaco i aplicació de pigment (color). El suport, de pedra o maó, ha d'estar sec i anivellat. Abans de la fase d'intonaco, es prepara amb una capa anomenada arriccio executada amb morter de calç apagada i sorra, d'un centímetre de gruix aproximadament, per tal de deixar la superfície el més llisa possible. En alguns casos es pot trobar entre el suport i l'arriccio una primera capa trullisatio amb la finalitat de regularitzar la superfície de suport, aportant més humitat per evitar que les capes successives s'assequin amb massa rapidesa.
Sobre l'arriccio es pinta la sinopia, que és un dibuix lineal transferit des dels cartrons de disseny, que han estat perforats en les seves línies, i estergits amb terres sobre la superfície de l'arriccio, de manera que es puguin anar marcant i tendint les diferents giornatas d'intonaco. L'intonaco és una capa d'uns mil·límetres de gruix, que s'executa amb un morter fi compost de pols de marbre, calç apagada i aigua. El color s'aplica a l'intonaco mitjançant pigments diluïts, mentre aquest és encara humit. La gamma de colors es redueix als d'origen mineral. En assecar-se la calç, els pigments queden integrats químicament en la pròpia paret, i per això la seva durabilitat es torna molt alta.
La principal dificultat d'aquesta tècnica és que no admet correccions atès que, una vegada el color ha estat aplicat, és immediatament absorbit per la base. Les úniques correccions posteriors es poden fer només quan el fresc ha assecat, mitjançant aplicacions de tremp. No obstant això, aquestes correccions no tenen la permanència del bon fresc. Una altra dificultat consisteix en la diferència en el to del color entre el moment d'aplicació i el resultat final en assecar-se. El pintor ha d'anticipar i endevinar el resultat final.

## Pintures al fresc
Probablement l'exemple més significatiu de pintura al fresc sigui el conjunt de pintures realitzades a la Capella Sixtina per Miquel Àngel, que sumades a les obres realitzades a la mateixa capella pels artistes de la generació anterior, Domenico Ghirlandaio, Botticelli i Perugino, més el mur de la testera amb el Judici Final del mateix Miquel Àngel, fan d'aquest recinte el sancta sanctorum de la pintura al fresc.
En contra d'algunes opinions, la famosa obra El Sant Sopar de Leonardo da Vinci no pot ser considerada un fresc. L'autor mai no va dominar aquesta tècnica, per la qual cosa va emprar una base d'argila i un aglutinant -elaborat d'oli i vernís- que li va permetre corregir la pintura i aconseguir una riquesa de color i una precisió en el detall similar a la d'un quadre a oli. No obstant això, el desgast de la pintura és bastant més gran que en el cas d'un fresc; El Sant Sopar començà a deteriorar-se als pocs mesos d'acabada l'obra. Un altre exemple de fals fresc realitzat per Leonardo i amb els mateixos resultats és el de La batalla d'Anghiari, realitzat al Palau Vecchio de Florència i que va resultar igualment danyat a causa dels afanys experimentadors del seu creador.